# 千保川
千保川（せんぼがわ）は、富山県高岡市を流れる一級河川。小矢部川水系に属する。高岡市戸出町では「新川（しんかわ）」と呼ばれ、砺波市域では「舟戸口用水（ふなとぐちようすい）」と呼ばれている。

## 川名の由来
中流域の「千保」という地名からとられている。

## 流路
庄川の扇状地扇頂部の砺波市庄川町金屋の合口ダムから取水し高岡市市街地の西側を流れ、高岡市四屋と高岡市木町の境界で小矢部川に合流する。

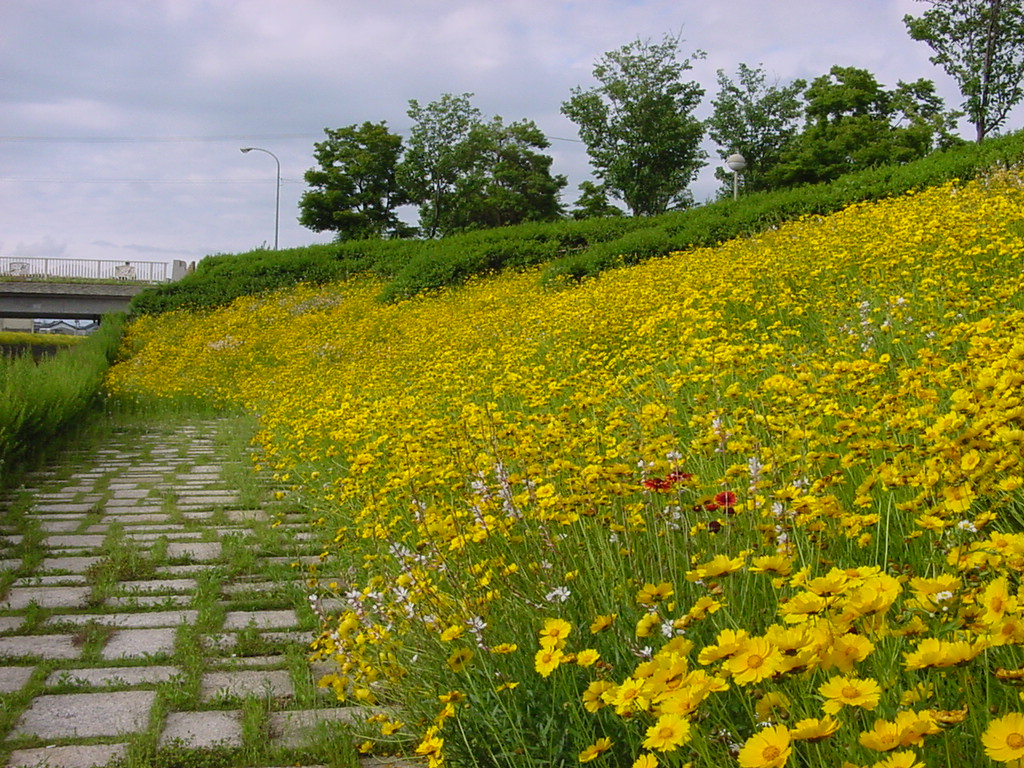
高岡おとぎの森公園

## 歴史
1585年（天正13年）の大地震で現在の庄川と千保川の流路が出来たと言われている。
江戸時代までは、庄川の本流として豊富な水の量を誇る河川であった。流域では、高岡市（1609年（慶長14年））、戸出町（1617年（元和3年））などの町が作られ発達した。1654年（承応3年）、加賀藩主・前田利常は瑞龍寺の地を千保川によって削られた事を受け、千保川の水を現在の庄川の本流である中田川へ移すことを命じた（松川除堤防工事）。しかし、庄川の左岸の地域の住民の反対により、すぐには移されなかった。
1670年（寛文10年）、加賀藩主・前田綱紀は庄川の扇状地扇頂部の弁才天（現・雄神神社）前で千保川などの各分流を中田川へ一本化するという大工事を始めることとした。これは、大変な工事であり、1714年（正徳4年）に、44年の年月をかけて、ようやく完成した。これにより、現在の千保川の流域が確定した。
昭和期には流域に工場が増え、工場排水により水が酷く汚染されていた。しかし、「千保・小矢部を守る会」の運動により、徐々に水質が改善されていった。

## 「新川」の語源
第二次世界大戦後まで、戸出ではこの川及びあたり一体を「しんかい」と呼んでいた。川原跡を新たに拓いた新開地という意味である。
この「しんかい」が訛り、新川（しんかわ）と呼ばれるようになったと考えられている。
戸出開町（1617年）の頃の千保川は、西は戸出公園から東は大清水神社（高岡市戸出大清水）までの川幅約800mの大河であった。古くは川原跡地であった戸出町1丁目住宅街は第二次世界大戦後に造られたものである。

## 桜の名所
1986年に財団法人花と緑の銀行「市町村緑化推進事業」により、4kmにおよぶ川沿いに桜の木が植樹された。現在では「桜のトンネル」として名所となっており、富山さくらの名所70選にも選ばれている。